# فرانس بلوم
فرانس بلوم (بالدنماركية: Frans Blom)‏ هو عالم آثار دنماركي، ولد في 9 أغسطس 1893 في كوبنهاغن في الدنمارك، وتوفي في 23 يونيو 1963 في San Cristóbal de las Casas ‏ في المكسيك.

## وصلات خارجية
- فرانس بلوم على موقع الموسوعة البريطانية (الإنجليزية)